# Chutavuth Pattarakampol
Chutavuth Pattarakampol (จุฑาวุฒิ ภัทรกำพล), noto anche con lo pseudonimo di March o Marsh, (Bangkok, 21 marzo 1993), è un attore e conduttore televisivo thailandese.

## Filmografia

### Cinema
- Home: Love, Happiness, Remembrance, regia di Chukiat Sakveerakul (2012)
- Seven Something, regia di Jira Maligool, Adisorn Tresirikasem e Paween Parijtipanya (2012)
- The Swimmers, regia di Sophon Sakdaphisit (2014)

### Televisione
- Club Friday the Series - serie TV (2011-2012)
- The Taste of Love - miniserie TV, 3 episodi (2013)
- Hormones - Wai wawun - serie TV, 29 episodi (2013-2015)
- Phuean hian.. rongrian lon - serie TV, 1 episodio (2014)
- Ban Lang Mek - serie TV, 25 episodi (2015)
- Malee - The Series - serie TV, 13 episodi (2015)
- Lovey Dovey - serie TV, 20 episodi (2016)
- Love Songs Love Stories - serie TV, 2 episodi (2016)
- U-Prince Series - serie TV, 8 episodi (2017)
- Slam Dance - Thum fan sanan flo - serie TV, 13 episodi (2017)
- Club Friday the Series 8 - Rak tae mee reu mai mee jing - serie TV (2017)
- Ban Saran Land - serie TV (2018)
- Kiss Me Again - Chup hai dai tha nai nae ching - serie TV (2018)
- Club Friday: The Series 10 - Rak nokchai - serie TV (2018)

## Programmi televisivi
- Play Gang Gaan Layn Sanuk Sukyokguan (Play Channel, 2012)
- Play Gang Boys Meet Girls (Play Channel, 2013)
- Sathani GTH (Play Channel, 2013)
- GANG MENT Nae Naa Hong (Play Channel, 2014)
- GANG MENT Wan Wai Wun (Play Channel, 2014)
- Bpluak keun baan (GMM 25, 2017)